# Ling (Zhou-König)

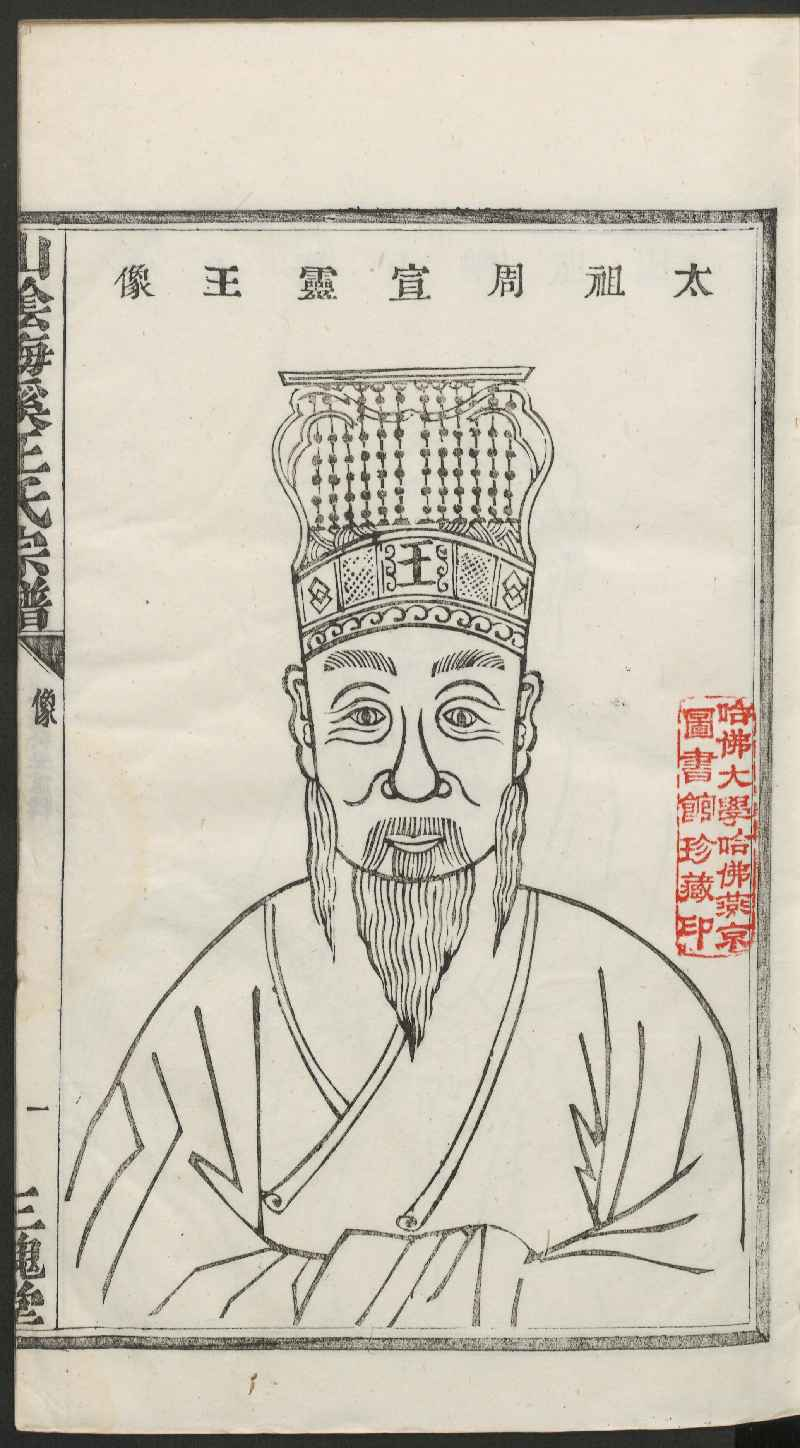
König Ling von Zhou

König Ling von Zhou (chinesisch 周靈王, Pinyin Zhōu Líng Wáng), persönlicher Name Ji Xiexin (姬泄心), war der dreiundzwanzigste König der chinesischen Zhou-Dynastie und der elfte der östlichen Zhou-Dynastie.
Er bestieg im Jahr 571 v. Chr. in Luoyi (Luoyang, Henan) den Thron und herrschte bis zu seinem Tod im Jahre 545 v. Chr. Im einundzwanzigsten Jahr seiner Herrschaft wurde Konfuzius im Staat Lu geboren (551 v. Chr.).
Sein Nachfolger war sein Sohn König Jĭng von Zhou.
Sein anderer Sohn war der Kronprinz Ji Jin (姬晉). Kaiserin Wu Zetian behauptete, dass ihr Liebhaber Zhang Changzong eine Reinkarnation von Ji Jin war.

## Vorfahre des Taiyuan Wang
Während der Tang-Dynastie waren die Li-Familie von Zhaojun 赵郡李氏, die Cui-Familie von Boling 博陵崔氏, die Cui-Familie von Qinghe 清河崔氏, die Lu-Familie von Fanyang 范陽盧氏, die Zheng-Familie von Xingyang 荥阳郑氏, die Wang-Familie von Taiyuan 太原王氏 und die Li-Familie von Longxi 隴西李氏 die sieben Adelsfamilien, unter denen die Heirat per Gesetz verboten war. Zu den stärksten Familien gehörten die Taiyuan Wang. Das 659 vom Gaozong-Kaiser erlassene Verbot der Heirat zwischen den Clans wurde von den sieben Familien missachtet, da eine Frau der Boling Cui ein Mitglied der Taiyuan Wang heiratete und den Dichter Wang Wei gebar. Dieser war der Sohn von Wang Chulian, der wiederum der Sohn von Wang Zhou war. Die Ehen zwischen den Familien wurden heimlich geschlossen, nachdem Gaozong das Verbot für die sieben Familien ausgesprochen hatte. Der Sohn des Zhou-Dynastie-Königs Ling, Prinz Jin, wird von den meisten als Vorfahre der Taiyuan Wang angenommen. Die Longmen Wang gehörten zur Nebenlinie der Zhou-Dynastie, die von den Taiyuan Wang abstammten, und Wang Yan und sein Enkel Wang Tong stammten aus dieser Nebenlinie. Sowohl buddhistische Mönche als auch Gelehrte stammten aus der Wang-Familie von Taiyuan, wie zum Beispiel der Mönch Tanqian. Zur Wang-Familie von Taiyuan gehörte auch Wang Huan. Ihre Stellung als die "Sieben große Familiennamen" wurde während der Herrschaft von Gaozong bekannt. Die Taiyuan-Wang-Familie brachte Wang Jun hervor, der unter Kaiser Huai von Jin diente. Ein in Fuzhou ansässiger Teil der Taiyuan-Wang brachte den buddhistischen Mönch Baizhang hervor.